# Żółwiak drapieżny
Żółwiak drapieżny, żółwiak florydyjski (Apalone ferox) – gatunek gada z podrzędu żółwi skrytoszyjnych z rodziny żółwiakowatych (Trionychidae). To jeden z największych słodkowodnych żółwi Ameryki Północnej.
OpisKarapaks mocno spłaszczony, pokryty gładką i miękką skórą.
RozmiaryDługość karapaksu do 32,4 cm u samców i do 67,3 cm u samic.
Masa ciała do 35 kg.

BiotopGłównie duże rzeki i jeziora.
PokarmRyby, płazy, młode aligatory i ptaki wodne tj. kaczki, gęsi i ich pisklęta.
ZachowanieCzatuje na zdobycz nieruchomo na dnie albo powoli pływając przy powierzchni wody. Ruchliwy, bardzo agresywny i żarłoczny.
RozmnażanieSamica składa do jam wygrzebanych nad brzegiem wody do 25 jaj o średnicy 2,7 cm.
WystępowaniePołudniowo-wschodnie USA, występuje na terenie stanów Alabama, Floryda, Georgia i Karolina Południowa.
OchronaGatunek Apalone ferox wymieniony jest w aneksie B Rozporządzenia Rady (WE) Nr 338/97 w sprawie handlu dzikimi zwierzętami oraz w załączniku II konwencji CITES.